# Droga wojewódzka nr 266

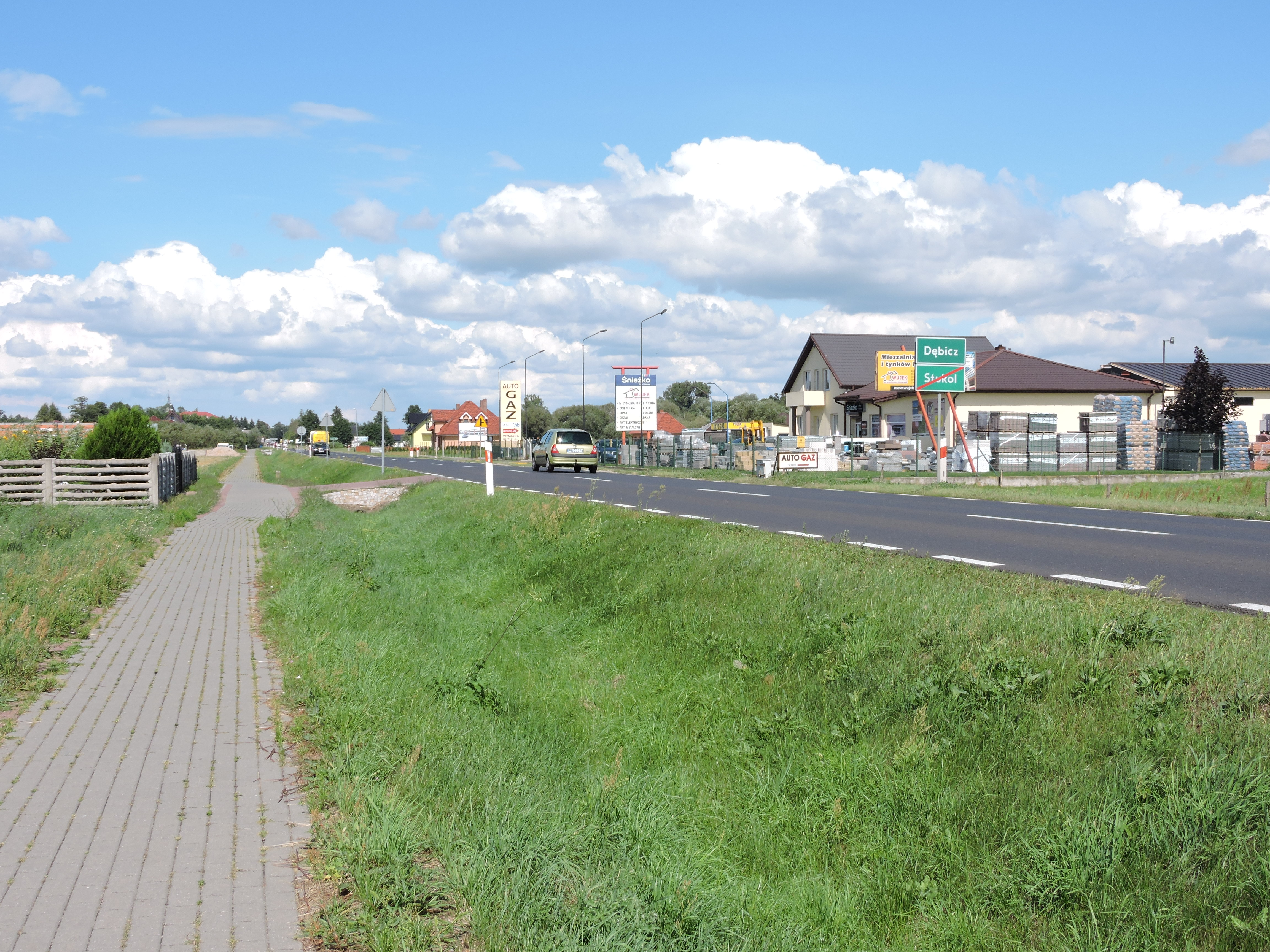
Droga nr 266 w miejscowości Dębicz

Droga wojewódzka nr 266 – droga wojewódzka łącząca Konin z Ciechocinkiem o długości 99 km, leżąca na obszarze województw wielkopolskiego i kujawsko-pomorskiego.

## Miejscowości leżące przy trasie 266
- Konin (autostrada A2 / E30, droga krajowa nr 25)
- Kramsk
- Sompolno (droga wojewódzka nr 263, 269)
- Piotrków Kujawski (droga wojewódzka nr 267)
- Radziejów (droga krajowa nr 62)
- Dobre
- Zakrzewo (droga wojewódzka nr 252)
- Służewo (droga wojewódzka nr 250)
- Aleksandrów Kujawski
- Odolion (autostrada A1 / E75)
- Nowy Ciechocinek (droga krajowa nr 91)
- Ciechocinek

## Wydarzenia
Przez drogę przebiegał 3. etap Tour de Pologne w 1999.